# Ернст-Вольфганг Рафе
Ернст-Вольфганг Готтфрід Рафе (нім. Ernst-Wolfgang Gottfried Rave; 9 вересня 1917, Вупперталь — 26 жовтня 1990, Бонн) — німецький офіцер-підводник, капітан-лейтенант крігсмаріне, капітан-цур-зее бундесмаріне.

## Біографія
3 квітня 1937 року вступив на флот. З 2 квітня 1939 року — писар і 3-й артилерійський офіцер на легкому крейсері «Емден». З листопада 1939 року — офіцер взводу 6-го дивізіону корабельних гармат. З 1 квітня по 13 серпня 1940 року пройшов курс підводника. З 20 вересня 1940 по 1 жовтня 1941 року — 2-й вахтовий офіцер на підводному човні U-105. В жовтні 1941 року переданий в розпорядження 2-ї флотилії. З 5 січня  по березень 1942 року пройшов курс командира човна. З березня 1942 по жовтня 1944 року — керівник групи командування випробування торпед в Екернферде. З 16 жовтня по 18 листопада 1944 року пройшов командирську практику на U-554. З 19 листопада 1944 по 22 березня 1945 року — командир U-554. З 23 березня по 2 травня 1945 року проходив командирську практику на U-3002. 8 травня взятий в полон британськими військами. В жовтні 1945 року звільнений.

## Звання
- Кандидат в офіцери (3 квітня 1937)
- Морський кадет (21 вересня 1937)
- Фенріх-цур-зее (1 травня 1938)
- Оберфенріх-цур-зее (1 липня 1939)
- Лейтенант-цур-зее (1 серпня 1939)
- Оберлейтенант-цур-зее (1 вересня 1941)
- Капітан-лейтенант (1 липня 1944)

## Нагороди
- Залізний хрест 2-го класу (14 червня 1941)
- Нагрудний знак підводника (14 червня 1941)